# ریک ریوردن
ریچارد راسل ریوردن جونیور (به انگلیسی: .Richard Russell "Rick" Riordan, Jr) (زاده ۵ ژوئن ۱۹۶۴) که بیشتر با نام ریک ریوردن شناخته می‌شود، نویسنده اهل ایالات متحده است. وی با نوشتن کتاب های فانتزی و تخیلی درباره اساطیر یونان باستان و اساطیر نورس و خلق شخصیت‌هایی نظیر پرسی جکسون و مگنس چیس، نوجوانان زیادی در سراسر جهان را مسحور نوشته های خود کرد و به شهرت چشمگیری دست یافت. نوشته های او را با جی.کی.رولینگ (نویسندهٔ مجموعهٔ هری پاتر) مقایسه می کنند.

### پرسی جکسون و المپ‌نشینان
1. دزد آذرخش (۲۰۰۵)
2. دریای هیولاها (۲۰۰۶)
3. نفرین تیتان (۲۰۰۷)
4. نبرد هزارتو (۲۰۰۸)
5. آخرین المپ‌نشین (۲۰۰۹)

#### کتاب‌های مرتبط
1. پرونده‌های نیمه‌خدا (۲۰۰۹)
2. راهنمای نهایی (۲۰۱۰، in collaboration with Antonio Caparo, Philip Chidlow, and Keven Hays)
3. پرسی جکسون و خوانندهٔ آپولو (۲۰۱۳، short story published in Guys Read)
4. خدایان یونانی پرسی جکسون (۲۰۱۴، illustrations by John Rocco)
5. قهرمانان یونانی پرسی جکسون (۲۰۱۵، illustrations by John Rocco)
6. محرمانه اردوگاه دورگه (۲۰۱۷)
7. کتاب رنگ آمیزی پرسی جکسون (۲۰۱۷، artwork by Keith Robinson)[۱]
8. دزد آذرخش: نسخهٔ مصور (۲۰۱۸، illustrated by John Rocco)[۲]

### قهرمانان المپ
1. قهرمان گمشده (۲۰۱۰)
2. پسر نپتون (۲۰۱۱)
3. نشان آتنا (۲۰۱۲)
4. سرای هادس (۲۰۱۳)
5. خون المپ (۲۰۱۴)

#### کتاب‌های مرتبط
1. خاطرات نیمه‌خدا (۲۰۱۲)
2. نیمه‌خدایان المپ (۲۰۱۵، interactive e-book)

### وقایع نگاری کین
1. هرم سرخ (۲۰۱۰)
2. سریر آتش (۲۰۱۱)
3. سایهٔ مار (۲۰۱۲)

#### کتاب‌های مرتبط
1. راهنمای بقا (۲۰۱۲)
2. کتابچهٔ راهنمای جادوگران خانهٔ بروکلین (۲۰۱۸)[۲]

### نیمه‌خدایان و جادوگران
ابتدا بصورت تک‌جلدی منتشر شد، سپس بصورت مجموعه با عنوان «نیمه خدایان و جادوگران» در سال ۲۰۱۶ منتشر شد.
1. پسر سوبک (۲۰۱۳)
2. عصای سراپیس (۲۰۱۴)
3. تاج بطلیموس (۲۰۱۵)

### مگنوس چیس و خدایان آسگارد
1. شمشیر تابستان (۲۰۱۵)[۴]
2. چکش ثور (۲۰۱۶)
3. کشتی مردگان (۲۰۱۷)

#### کتاب‌های مرتبط
1. هتل والهالا: راهنما برای جهان‌های نورس (۲۰۱۶)[۵][۶]
2. کتاب رنگ آمیزی مگنوس چیس (۲۰۱۸، artwork by Keith Robinson)[۲]
3. ۹ از نه جهان (۲۰۱۸)[۷]

### محاکمه‌های آپولو
1. پیشگوی پنهان (۲۰۱۶)[۳]
2. پیشگویی تاریک (۲۰۱۷)[۸]
3. مارپیچ سوزان (۲۰۱۸)[۲][۹]
4. مقبرهٔ ستمگر (۲۰۱۹)
5. برج نرو (2020)

#### کتاب‌های مرتبط
1. سری اردوگاه ژوپیتر (۲۰۲۰)[۱۰]

### ترس ناوار
1. تکیلای بزرگ قرمز (۱۹۹۷)
2. دو گامی بیوه‌ها (۱۹۹۸)
3. آخرین پادشاه تگزاس (۲۰۰۱)
4. شیطان به آستین رفت (۲۰۰۲)
5. جنوب‌شهر (۲۰۰۴)
6. جادهٔ ماموریت (۲۰۰۵)
7. جزیرهٔ شورشی (۲۰۰۸)

### سی‌ونه سرنخ
1. مارپیچ استخوان‌ها (۲۰۰۸)
2. مقدمه‌ای برای سی‌ونه سرنخ: کتاب سیاه اسرار مدفون (۲۰۱۰)
3. قیام وسپرها (۲۰۱۱، in collaboration with Peter Lerangis, Gordon Korman, and Jude Watson)

### رمان‌های گرافیکی
1. رمان گرافیکی دزد آذرخش (۲۰۱۰، in collaboration with Robert Venditti, Nate Powell, and Jose Villarrubia)
2. رمان گرافیکی هرم سرخ (۲۰۱۲، adapted by Orpheus Collar)
3. رمان گرافیکی دریای هیولاها (۲۰۱۳، in collaboration with Robert Venditti, Attila Futaki, and Tamas Gaspar)
4. رمان گرافیکی نفرین تیتان (۲۰۱۳، in collaboration with Robert Venditti, Attila Futaki, and Gregory Guilhaumond)
5. رمان گرافیکی قهرمان گمشده (۲۰۱۴، in collaboration with Robert Venditti, Nate Powell, and Orpheus Collar)
6. رمان گرافیکی سریر آتش (۲۰۱۵، adapted by Orpheus Collar)
7. رمان گرافیکی پسر نپتون (۲۰۱۷، in collaboration with Robert Venditti, Antoine Dode, and Orpheus Collar)[۱۱]
8. رمان گرافیکی سایهٔ مار (۲۰۱۷، adapted by Orpheus Collar)) [۱۲]

### کتاب‌های تک‌جلدی
1. چشمه‌های آب سرد (۲۰۰۴)

### سایر کتاب‌ها
1. مقدمه‌ای برای داستان‌های قهرمانان یونان (۲۰۰۹)
2. مقدمه‌ای برای نیمه‌خدایان و هیولاها (۲۰۰۹ و ۲۰۱۳)